# Leroy Vinnegar
Leroy Vinnegar (* 13. Juli 1928 in Indianapolis; † 3. August 1999 in Portland in Oregon) war ein US-amerikanischer Jazz-Bassist, bekannt für seine Meisterschaft des „Walking Bass“-Stils.

## Leben
Geboren in Indianapolis, erlangte Vinnegar seine Bekanntheit als Bassist in Los Angeles in den 1950er und 1960er Jahren. Sein besonderes Markenzeichen war das rhythmische „Walking Bass“-Spiel, eine ständige Abfolge von aufsteigenden und abfallenden Noten, was ihm den Spitznamen „The Walker“ einbrachte.
Vinnegar hatte das Bassspiel autodidaktisch gelernt und seine Karriere als Pianist in lokalen Clubs begonnen. Er begleitete durchreisende Solisten wie Charlie Parker und Sonny Stitt. Ab 1952 arbeitete Vinnegar in Chicago, ab 1954 in Los Angeles, dort unter anderem mit Stan Getz, Herb Geller, Barney Kessel und 1955/56 als festes Mitglied der Bands von Shelly Manne, Chico Hamilton, Teddy Edwards sowie über Jahrzehnte im Duo und anderen Formationen mit dem Pianisten Carl Perkins.
Er nahm als Bandleader und Sideman unzählige Platten auf; Aufmerksamkeit erzielte er in den 1950er Jahren durch Schallplatten-Einspielungen für André Previn, Stan Getz, Gerry Mulligan, Hampton Hawes, Shorty Rogers, Chet Baker, Shelly Manne und Serge Chaloff. Er spielte Bass auf Previns und Mannes My Fair Lady-Album. 1969 spielte er beim Auftritt von Eddie Harris und Les McCann auf dem Montreux Jazz Festival (erschienen auf der Platte Swiss Movement). Neben seiner Arbeit als Jazzmusiker erschien Vinnegar auch auf eine Anzahl von Film-Soundtracks und Popalben, wie Van Morrisons Album, Saint Dominic’s Preview von 1972.
1986 zog Vinnegar nach Portland. Im Jahr 1995 ehrte ihn das Parlament von Oregon mit der Proklamation des „Leroy Vinnegar Day“ am 1. Mai.
Leroy Vinnegar starb im Alter von 71 Jahren an einem Herzinfarkt in einem Krankenhaus in Portland.

## Diskographische Hinweise

### Alben als Leader
- Leroy Walks! (Contemporary Records, 1957) mit Gerald Wilson, Teddy Edwards, Victor Feldman, Carl Perkins
- Leroy Walks Again!! (Contemporary Records, 1963)
- Jazz’s Great Walker (Joy Records, 1964)
- Glass Of Water (Legend Records, 1973)
- The Kid  (PBR International, 1974)
- Integrity - The Walker Live at Lairmont (Jazz Focus, 1995)

### Alben als Sideman
- Shelly Manne: My Fair Lady (Contemporary Records, 1956)
- Sonny Rollins: Sonny Rollins and the Contemporary Leaders (1958)
- Sonny Criss: Saturday Morning (Xanadu Records, 1975)
- Dolo Coker: California Hard (Xanadu Records, 1977)
- Red Garland: Keystones!,  (Xanadu Records, 1977)
- Red Garland:  Swingin’ on the Korner: Live at Keystone Korner (1977, ed. 2014)
- Kenny Drew: Home Is Where The Soul Is, For Sure! (beide Xanadu Records, 1978)